# Riddles, Ruins & Revelations
«Riddles, Ruins & Revelations» — десятий студійний альбом норвезького готик-метал-гурту Sirenia. Реліз відбувся 12 лютого 2021 року.

## Список композицій
Автор музики і слів Мортен Веланд, за винятком тих випадків, коли зазначено інакше. 
| #     | Назва                      | Тривалість |
| ----- | -------------------------- | ---------- |
| 1.    | «Addiction No. 1»          | 4:03       |
| 2.    | «Towards an Early Grave»   | 5:27       |
| 3.    | «Into Infinity»            | 4:41       |
| 4.    | «Passing Seasons»          | 4:43       |
| 5.    | «We Come to Ruins»         | 5:12       |
| 6.    | «Downwards Spiral»         | 5:55       |
| 7.    | «Beneath the Midnight Sun» | 4:43       |
| 8.    | «The Timeless Waning»      | 4:04       |
| 9.    | «December Snow»            | 5:20       |
| 10.   | «This Curse of Mine»       | 4:18       |
| 50:26 |                            |            |

| Бонусний трек | Бонусний трек                              | Бонусний трек                       | Бонусний трек |
| #             | Назва                                      | Автор                               | Тривалість    |
| ------------- | ------------------------------------------ | ----------------------------------- | ------------- |
| 11.           | «Voyage, voyage» (кавер-версія Desireless) | Jean-Michel Rivat, Dominique Dubois | 4:18          |
| 54:44         |                                            |                                     |               |

## Учасники запису
- Еммануель Зольден — жіночий вокал, французький переклад
- Мортен Веланд — гітари, ґроулінг, бас-гітара, клавішні, ударні, програмування
- Нільс Курбарон — гітари
- Майкл Браш — ударні
- Йоакім Неас — чистий чоловічий вокал в треку «Downwards Spiral»
- Дьюла Гаванчак — дизайнер обкладинки

## Чарти
| Чарт (2021)         | Місце |
| ------------------- | ----- |
| German Albums Chart | 89    |
| Swiss Albums Chart  | 18    |